# Eduard Hrnčár
Eduard Hrnčár (Nitra, 8 luglio 1978) è un ex calciatore slovacco, di ruolo difensore.